# Igor Bełza
Igor Fiodorowicz Bełza, ros. Игорь Фёдорович Бэлза (ur. 8 lutego 1904 w Kielcach, zm. 5 stycznia 1994 w Moskwie) – rosyjski muzykolog i kompozytor.

## Życiorys
Był synem Polaka i Rosjanki. Studiował w Konserwatorium Kijowskim u Borysa Latoszynskiego, następnie w latach 1925–1941 był wykładowcą tejże uczelni. Od 1942 do 1949 roku wykładał w Konserwatorium Moskiewskim. Od 1954 roku był pracownikiem Akademii Nauk ZSRR, gdzie w 1961 roku został profesorem Instytutu Słowianoznawstwa. Komponował symfonie i inne utwory orkiestrowe, utwory kameralne i fortepianowe, a także muzykę filmową. Był członkiem Towarzystwa im. Fryderyka Chopina i Stowarzyszenia Polskich Artystów Muzyków. Odznaczony został Krzyżem Oficerskim Orderu Odrodzenia Polski oraz Odznaką honorową „Zasłużony dla Kultury Polskiej”. Doktor honoris causa Uniwersytetu Karola w Pradze (1967).
W swojej pracy naukowej zajmował się muzyką krajów słowiańskich, ze szczególnym uwzględnieniem muzyki polskiej. Na podstawie badań archiwalnych opublikował ponad 60 nieznanych wcześniej utworów polskich, w tym kompozycje Michała Kleofasa Ogińskiego, Feliksa Ostrowskiego i Marii Szymanowskiej. Opublikował liczne prace, m.in. Istorija polskoj muzykalnoj kultury (3 tomy, Moskwa 1954–1972; polski przekład pierwszych 2 tomów pt. Między oświeceniem i romantyzmem. Polska kultura muzyczna w początkach XIX w., Kraków 1961), Oczierki nazwitija czeszskoj muzykalnoj klassiki (Moskwa 1951), F. F. Chopin (Moskwa 1960), a także szereg prac monograficznych poświęconych m.in. Mieczysławowi Karłowiczowi, Marii Szymanowskiej, Antonínowi Dvořákowi i Michałowi Kleofasowi Ogińskiemu.
W 2015 roku w Muzeum Narodowym w Kielcach odsłonięto poświęconą mu tablicę.